# Ousden
Ousden is een civil parish in het bestuurlijke gebied St Edmundsbury, in het Engelse graafschap Suffolk met 260 inwoners.